# Cohors XXXII Voluntariorum civium Romanorum
La Cohors XXXII Voluntariorum [civium Romanorum] fue una unidad auxiliar del ejército romano del tipo Cohors quinquagenaria peditata, creada a principios del siglo I y destruida a finales del siglo II, adscrita durante la mayor parte del período al distrito militar, luego provincia, de Germania Superior. 

## Historia
La unidad probablemente fue reclutada bajo Augusto junto con otras cohortes similares a consecuencia de las grandes pérdidas ocasionadas por la revuelta Iliria y la derrota de Varo. En total, se pueden haber formado entre 44 y 48 cohortes de ciudadanos romanos. Terminados estos conflictos, fue asignada a la guarnición de la provincia de Panonia hasta la crisis del año 69. En esta época, en un momento indeterminado bajo los imperios de Claudio y Nerón, fue dirigida por el Tribunus cohortis Cayo Antonio Rufo y también prestaron servicio en ella el médico Marco Mucio Hegetor y el veterano Marco Nunnidio Suceso.

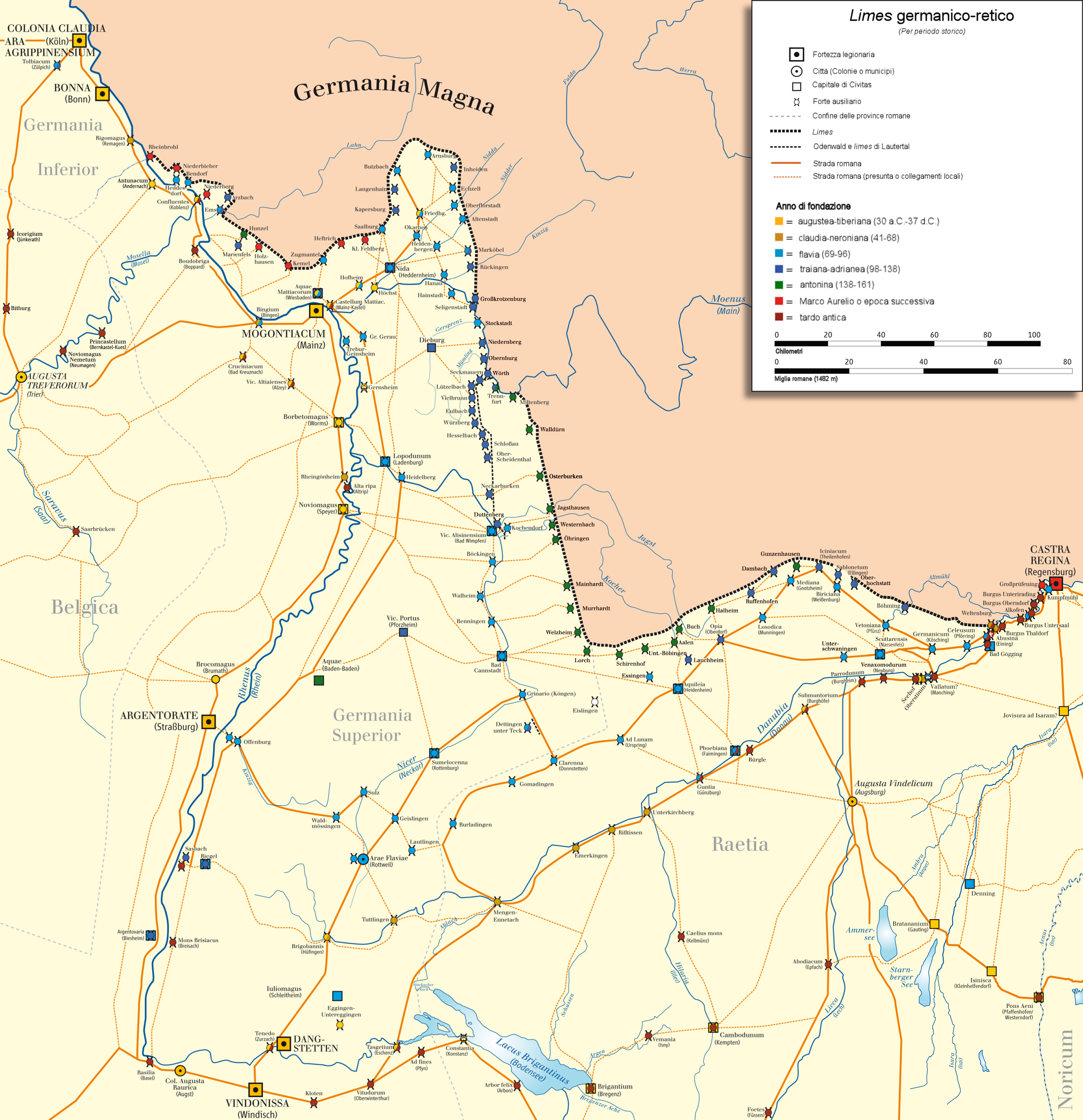
El limes germanicus en Germania Superior, donde aparecen las bases de la cohorte

Como consecuencia de la crisis del año de los cuatro emperadores y la rebelión de lo bátavos, la cohorte fue trasladada al distrito militar de  Germania Superior por orden del emperador Vespasiano, dentro de las unidades de refuerzo asignadas a Petilio Cerial para substituir las grandes pérdidas del ejército romano en el limes del Rin. Terminadas las operaciones de pacificación con la derrota de los bávos de Julio Civilis, fue asignada a la guarnición del castellum de Nida (Heddernheim, Alemania) hasta su desmilitarización en época de Trajano, hacia el año 100. En este lugar se documenta la presencia de varios soldados de la unidad de la época inmediatamente anterior al abandono de la instalación militar:
- Quinto Favonio Varo.[4]
- Filadelfo, orihundo de la provincia romana de Capadocia.[5]
- Lucio Valerio Félix, natural de Lugdunum (Lyon, Francia).[6]

También en Nida, Cayo Lolio Crispo erigió en el siglo II un ara en honor de Mitra, y se encontró una chapa militar de época de Cómodo.
Al transformarse Nida en una ciudad civil, la unidad, por orden de Trajano, fue reubicada en el castellum de Ober-Florstadt, donde se documentan varios ladrillos con figlinae de la cohorte,
y un elemento cerámico con marca militar atribuido a esta unidad.
En esta época fue dirigida por el tribuno Quinto Plotio Máximo Trebelio Pelidiano, natural de Auximun (Ósimo, Italia) por un tribuno de nombre desconocido y por el tribuno Verseno Graniano, natural de Hispellum (Spello, Italia), hermano del también caballero Lucio Verseno Apro.
Así mismo de esta época, del imperio de Cómodo, es un fragmento de casco de bronce con marca militar encontrado en el castellum Saalburg. Este testimonio epigráfico es el último conocido para esta cohorte, aunque el campamento de Ober-Florstadt estuvo ocupado hasta la décado de 260, cuando fue destruido por una invasión de alamanes.